# Батуринская улица (Чернигов)
Батуринская улица (до 2023 года — улица Лермонтова) (укр. Батуринська вулиця) — улица в Деснянском районе города Чернигова. Пролегает от улицы Олега Михнюка до улицы Оборонцев Чернигова (Александра Молодчего).
Нет примыкающих улиц.

## История
Стриженская улица была проложена в середине 19 века. Название улицы связано с расположенной поблизости рекой Стрижень.
В доме № 1 жила семья адвоката Ивана Соколовского, дети которого Софья Ивановна (установлена мемориальная доска, названа улица — Соколовской) и Алексей Иванович были активными участниками Октябрьской революции и Гражданской войны. В период Великой Отечественной войны большинство домов улицы было сожжено фашистами. После Великой Отечественной войны улица была застроена индивидуальными домами.
В связи с подготовкой к празднованию столетия со дня смерти М. Ю. Лермонтова (1814—1841), в 1941 году Стриженская улица была переименована на улица Лермонтова — в честь русского поэта Михаила Юрьевича Лермонтова.
До 1980 года улица Лермонтова имела восточный отдельно расположенный участок — ныне отдельная улица Дмитрия Лизогуба.
С целью проведения политики очищения городского пространства от топонимов, которые возвеличивают, увековечивают, пропагандируют или символизируют Российскую Федерацию и Республику Беларусь, 21 февраля 2023 года улица получила современное название — в честь города Батурин, согласно Решению Черниговского городского совета № 29/VIII-7 «Про переименование улиц в городе Чернигове» («Про перейменування вулиць у місті Чернігові»).

## Застройка
Улица пролегает на Застриженье: от реки Стрижень — в северо-восточном направлении параллельно улицам Шевченко и Валерия Сараны. Начало улицы расположено в пойме реки Стрижень.
Парная и непарная стороны улицы заняты усадебной застройкой, частично многоэтажной жилой застройкой (один 5-этажный дом № 5А).
На улице сохранились одноэтажные дома конца 19 — начала 20 веков. Дом № 2/17 — 5-оконный (с двух фасадов) оштукатуренный дом на высоком цоколе. Дом № 5 — 5-оконный деревянный на кирпичном фундаменте дом с двумя угловыми фронтонами, имеет два входа, фасад обшит горизонтальной шалёвкой и расчленён пилястрами, линия карниза украшена резьбой. Дома №№ 6, 10, 11, 15, 24/16, 27 — деревянные на кирпичных фундаментах дома. Дом № 22 — 4-оконный деревянный на кирпичном фундаменте дом, фасад обшит горизонтальной шалёвкой, сохранились резные сандрики и наличники окон, позже с торца дома появилась кирпичная пристройка. Дом № 29 — 6-оконный деревянный на кирпичном фундаменте дом, фасад обшит горизонтальной шалёвкой и расчленён множеством пилястр, украшена горизонтальная линия карниза резьбой, сохранились резные сандрики и наличники окон, над утопленной в фасад входной дверью, что с левой стороны фасада, деревянный козырёк.
Учреждения:
1. дом № 16 — детсад № 15

Есть ряд значимых и рядовых исторических зданий, что не являются памятниками архитектуры или истории: усадебные дома №№ 2/17, 5, 6, 10, 11, 20, 22, 24/16, 27, 29.